# Timandra rectistrigaria
Timandra rectistrigaria är en fjärilsart som beskrevs av Eduard Friedrich Eversmann 1851. Timandra rectistrigaria ingår i släktet Timandra och familjen mätare. Inga underarter finns listade i Catalogue of Life.